# Nanomonadea
Nanomonadea es un grupo de pequeños protistas uniflagelados marinos compuesto por dos géneros, Incisomonas que es de movimiento deslizante y Solenicola que es colonial, y parásito o epífita de diatomeas.